# Phaonia sternalis
Phaonia sternalis är en tvåvingeart som beskrevs av Zinovjev 1987. Phaonia sternalis ingår i släktet Phaonia och familjen husflugor. Inga underarter finns listade i Catalogue of Life.